# Huwniki
Huwniki (w latach 1977–1981 Wiarska Wieś) – wieś w Polsce położona w województwie podkarpackim, w powiecie przemyskim, w gminie Fredropol. Leży nad Wiarem.
| SIMC    | Nazwa       | Rodzaj    |
| ------- | ----------- | --------- |
| 0602294 | Pod Cerkwią | część wsi |

W II Rzeczypospolitej wieś w powiecie dobromilskim województwa lwowskiego. W latach 1945'–1946 nacjonaliści ukraińscy z OUN-UPA zamordowali tutaj 10 Polaków, paląc tak polskie, jak i ukraińskie, gospodarstwa.
W latach 1954–1968 wieś należała do gromady Nowosiółki Dydyńskie, po jej zniesieniu w latach 1969-1972 należała i była siedzibą władz gromady Huwniki. W latach 1975–1998 miejscowość administracyjnie należała do ówczesnego województwa przemyskiego, w owym czasie przez kilka lat nosiła nazwę Wiarska Wieś.
Wieś istniała w 1367 roku (zwana dawniej Uhelniki). W 1507 roku funkcjonowała tu już parafia prawosławna.

## Demografia
- 1785 – 130 grekokatolików, 104 rzymskich katolików, 16 żydów
- 1840 – 214 grekokatolików
- 1859 – 240 grekokatolików
- 1879 – 266 grekokatolików
- 1899 – 392 grekokatolików
- 1926 – 441 grekokatolików
- 1938 – 359 grekokatolików.

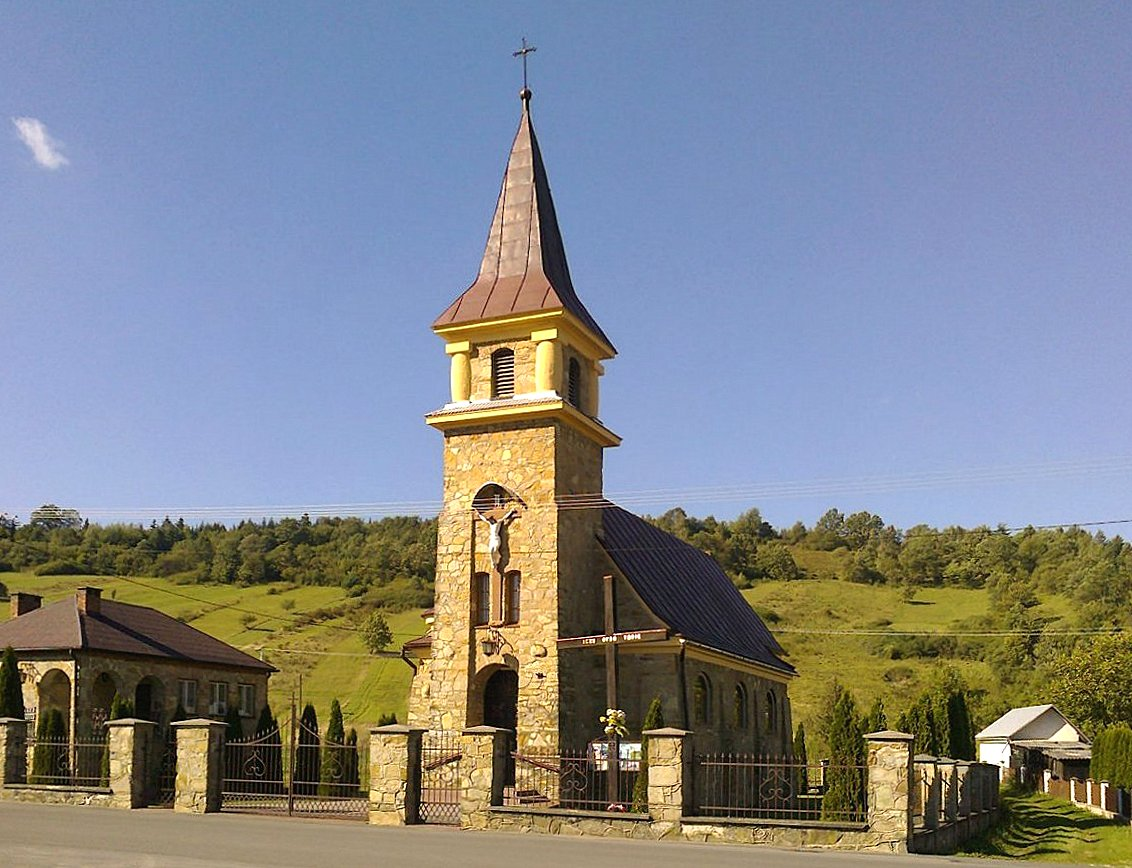
Kościół NMP z 1924 r.
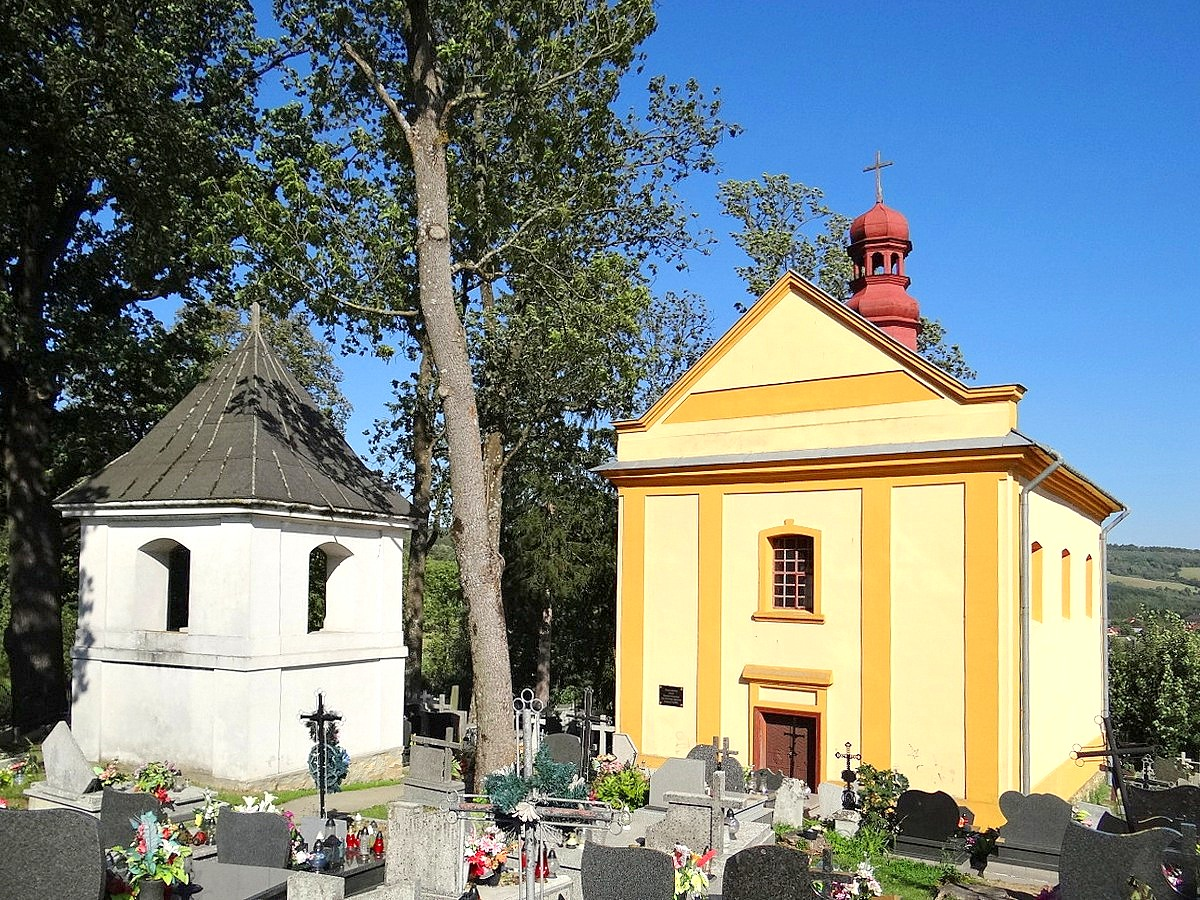
Cerkiew Podwyższenia Krzyża Świętego

## Zabytki
- Cerkiew greckokatolicka pw. Podwyższenia Krzyża Świętego